# Box na Evropských hrách 2015
Soutěže v boxu na I. Evropských hrách proběhly v Baku, Ázerbájdžán ve dnech 16. až 27. června 2015. Organizátorem soutěží byla European Olympic Committee (EOC) ve spolupráci s European Boxing Confederation (EUBC).

## Česká stopa
Šéftrenér reprezentace: Vasilij Larionov, trenér reprezentace: Miroslav Vrba
Na Evropských hrách startovali za Česko 4 (5) boxeři:
- −64 kg: Zdeněk Chládek (* 1990) z SKP Sever Ústí nad Labem – nenastoupil kvůli nemoci[2]
- −75 kg: Vít Král (* 1992) z SKP Kometa Brno
- −91 kg: David Hošek (* 1993) z Pražského Rohovníka
- +91 kg: Daniel Táborský (* 1993) z SK Boxing Praha
- −64 kg: Martina Schmoranzová (* 1987) z SK Boxing Praha

## Výsledky
| Muži   | Zlato                        | Stříbro                     | Bronz                       | Bronz                     |
| ------ | ---------------------------- | --------------------------- | --------------------------- | ------------------------- |
| –49 kg | Bator Sagalujev (RUS)        | Brendan Irvine (IRL)        | Dmytro Zamotajev (UKR)      | Muhammed Ünlü (TUR)       |
| –52 kg | Elvin Mamišzada (AZE)        | Vincenzo Picardi (ITA)      | Hamza Touba (GER)           | Viliam Tankó (SVK)        |
| –56 kg | Bachtovar Nazirov (RUS)      | Dmitrij Asanov (BLR)        | Tajfur Alijev (AZE)         | Qais Ashfaq (GBR)         |
| –60 kg | Albert Selimov (AZE)         | Sofiane Oumiha (FRA)        | Sean McComb (IRL)           | Mateusz Polski (POL)      |
| –64 kg | Lorenzo Sotomayor (AZE)      | Vincenzo Mangiacapre (ITA)  | Kastriot Sopa (GER)         | Viktor Petrov (UKR)       |
| –69 kg | Parviz Bagirov (AZE)         | Alexandr Besputin (RUS)     | Jaroslav Samofalov (UKR)    | Joshua Kelly (GBR)        |
| –75 kg | Michael O'Reilly (IRL)       | Chajbula Musalov (AZE)      | Maxim Kopťakov (RUS)        | Zoltán Harcsa (HUN)       |
| –81 kg | Tejmur Mammadov (AZE)        | Valentino Manfredonia (ITA) | Oleksandr Chyžňak (UKR)     | Pavel Siljagin (RUS)      |
| –91 kg | Abdulkadir Abdullajev (AZE)  | Gevorg Manukjan (UKR)       | Sadam Magomedov (RUS)       | Josip Filipi (CRO)        |
| +91 kg | Joseph Joyce (GBR)           | Gasan Gimbatov (RUS)        | Magomedrasul Medžidov (AZE) | Tony Yoka (FRA)           |
| Ženy   | Zlato                        | Stříbro                     | Bronz                       | Bronz                     |
| –51 kg | Nicola Adamsová (GBR)        | Sandra Drabiková (POL)      | Elifnur Coşkunová (TUR)     | Sajana Sagatajevová (RUS) |
| –54 kg | Jelena Saveljevová (RUS)     | Marzia Davideová (ITA)      | Anna Alimardanovová (AZE)   | Azize Nimaniová (GER)     |
| –60 kg | Kathleen Taylorová (IRL)     | Estelle Mossellyová (FRA)   | Tasheena Bugarová (GER)     | Jana Aleksejevna (AZE)    |
| –64 kg | Anastasija Beljakovová (RUS) | Valentina Albertiová (ITA)  | Aneta Rygielská (POL)       | Sandy Ryanová (GBR)       |
| –75 kg | Nouchka Fontijnová (NED)     | Anna Laurellová (SWE)       | Sarah Scheurichová (GER)    | Lidia Fiduraová (POL)     |

## Medailová bilance
V boxu se rozdělilo celkem 15 sad medailí.
| Pořadí | Stát                     |       | Muži    | Muži  | Muži  |         | Ženy  | Ženy  | Ženy    |       | Muži + Ženy | Muži + Ženy | Muži + Ženy | Celkem |
| Pořadí | Stát                     | Zlato | Stříbro | Bronz | Zlato | Stříbro | Bronz | Zlato | Stříbro | Bronz |             |             |             | Celkem |
| ------ | ------------------------ | ----- | ------- | ----- | ----- | ------- | ----- | ----- | ------- | ----- | ----------- | ----------- | ----------- | ------ |
| 1.     | Ázerbájdžán (AZE)        |       | 6       | 1     | 2     |         | 0     | 0     | 2       |       | 6           | 1           | 4           | 11     |
| 2.     | Rusko (RUS)              |       | 2       | 2     | 3     |         | 2     | 0     | 1       |       | 4           | 2           | 4           | 10     |
| 3.     | Irsko (IRL)              |       | 1       | 1     | 1     |         | 1     | 0     | 0       |       | 2           | 1           | 1           | 4      |
| 4.     | Spojené království (GBR) |       | 1       | 0     | 2     |         | 1     | 0     | 1       |       | 2           | 0           | 3           | 5      |
| 5.     | Nizozemsko (NED)         |       | 0       | 0     | 0     |         | 1     | 0     | 0       |       | 1           | 0           | 0           | 1      |
| 6.     | Itálie (ITA)             |       | 0       | 3     | 0     |         | 0     | 2     | 0       |       | 0           | 5           | 0           | 5      |
| 7.     | Francie (FRA)            |       | 0       | 1     | 1     |         | 0     | 1     | 0       |       | 0           | 2           | 1           | 3      |
| 8.     | Ukrajina (UKR)           |       | 0       | 1     | 4     |         | 0     | 0     | 0       |       | 0           | 1           | 4           | 5      |
| 9.     | Polsko (POL)             |       | 0       | 0     | 1     |         | 0     | 1     | 2       |       | 0           | 1           | 3           | 4      |
| 10.    | Švédsko (SWE)            |       | 0       | 0     | 0     |         | 0     | 1     | 0       |       | 0           | 1           | 0           | 1      |
| 10.    | Bělorusko (BLR)          |       | 0       | 1     | 0     |         | 0     | 0     | 0       |       | 0           | 1           | 0           | 1      |
| 12.    | Německo (GER)            |       | 0       | 0     | 2     |         | 0     | 0     | 3       |       | 0           | 0           | 5           | 5      |
| 13.    | Turecko (TUR)            |       | 0       | 0     | 1     |         | 0     | 0     | 1       |       | 0           | 0           | 2           | 2      |
| 14.    | Slovensko (SVK)          |       | 0       | 0     | 1     |         | 0     | 0     | 0       |       | 0           | 0           | 1           | 1      |
| 14.    | Chorvatsko (CRO)         |       | 0       | 0     | 1     |         | 0     | 0     | 0       |       | 0           | 0           | 1           | 1      |
| 14.    | Maďarsko (HUN)           |       | 0       | 0     | 1     |         | 0     | 0     | 0       |       | 0           | 0           | 1           | 1      |
| Celkem | Celkem                   |       | 10      | 10    | 20    |         | 5     | 5     | 10      |       | 15          | 15          | 30          | 60     |